# Kolumna-Las

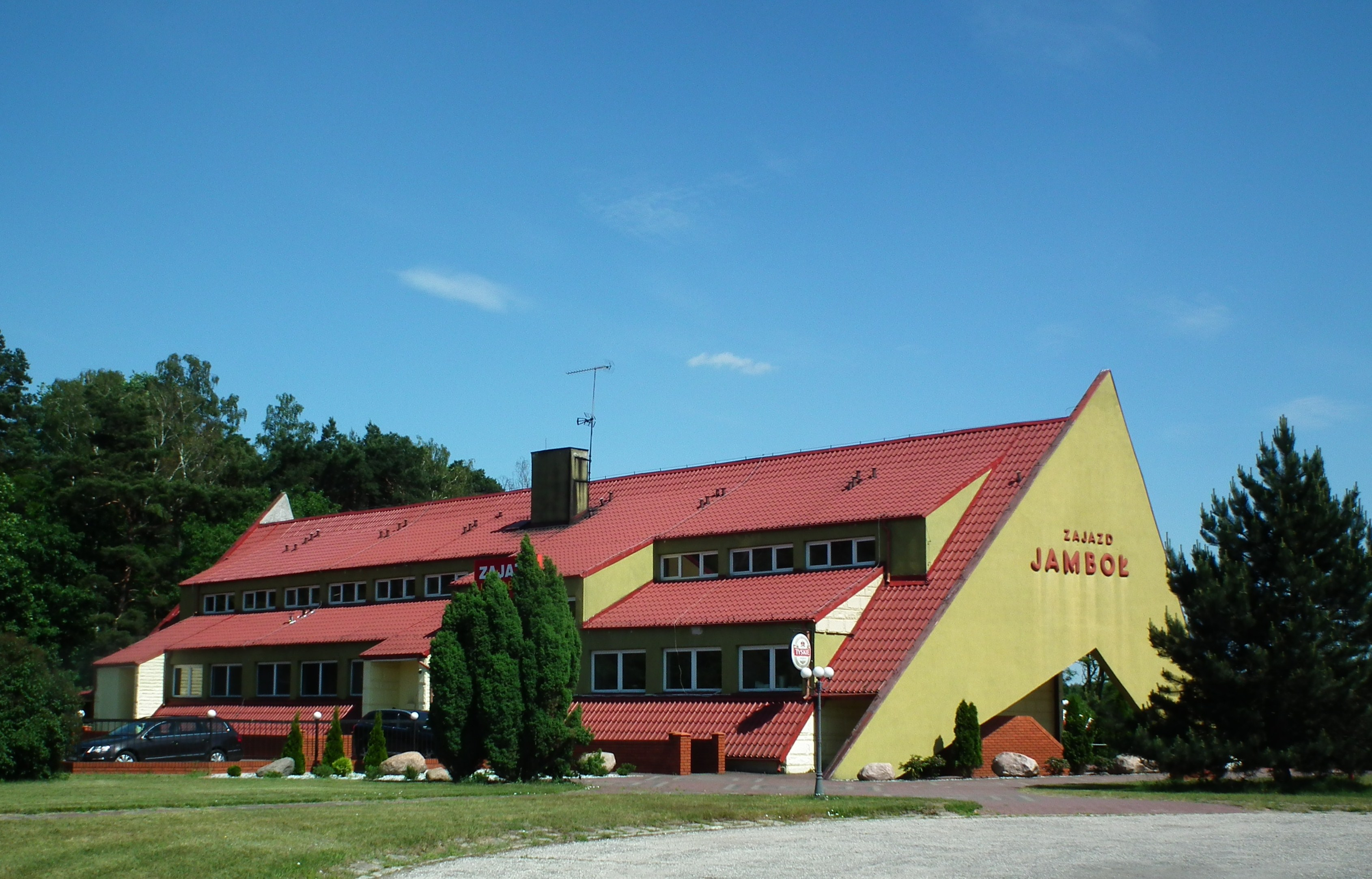
Zajazd „Jamboł”

Kolumna-Las (dawn. Las-Kolumna, Las-Kolumna Miasto, 1959–1972 osiedle Kolumna) – letniskowa część miasta Łasku. Leży we wschodniej, zalesionej części miasta, przy drodze wojewódzkiej nr 482 z Łodzi do Kępna, około 5 km od centrum Łasku. Zamieszkuje ją około 5000 mieszkańców.

## Historia
Letnisko Las-Kolumna powstało na miejscu podłaskiej wsi Kolumna w latach 20. XX wieku.
W 1928 roku Janusz Szweycer wydzielił ze swoich dóbr ziemskich kilkaset hektarów, które przeznaczył pod budowę miejscowości letniskowej. Miejscowości tej nadano nazwę Las-Kolumna. Plan parcelacji wykonał architekt Antoni Jawornicki nawiązując do idei miast-ogrodów Ebenezera Howarda. W latach 1928–1929 rozparcelowano tereny leśne, wytyczono rynek, place pod szkołę, kościół, pocztę i przystanek kolejowy. Dla sprawnej organizacji sprzedaży placów powołano Towarzystwo Przyjaciół Letniska Kolumna. Wkrótce powstało 30 pensjonatów oraz ok. 160 domów letniskowych. W ten sposób powstało letnisko zwane Miasto-Las-Kolumna. Dzieliło się ono na trzy części: Pałusznicę (od szosy do Grabi-Pałusznicy), Doliwę (między szosą a torami) i Cygankę (na północ od torów). Szybkie połączenie z Łodzią, obok linii kolejowej Łódź – Kalisz, miała zapewnić linia tramwajowa z Łodzi, przez Pabianice, Łask do Zduńskiej Woli, która była w planach inwestycyjnych Łódzkich Wąskotorowych Elektrycznych Kolei Dojazdowych jeszcze przed wybuchem I wojny światowej. Planu tego jednak nie zrealizowano z powodu trudnej po wojnie sytuacji ekonomicznej tego przedsiębiorstwa i ogólnej zmiany kierunków jego działalności.
W okresie międzywojennym Las-Kolumna należał do gminy Łask w powiecie łaskim w woj. łódzkim. 2 października 1933 utworzono gromadę Las-Kolumna Miasto w granicach gminy Łask (Kolumna wiejska utworzyła odrębną gromadę o nazwie Kolumna).
Podczas II wojny światowej włączona do III Rzeszy. W latach 1941–1942 Kolumnę skolonizowano niemieckimi osadnikami z Wołynia i Besarabii. Po wojnie część pensjonatów przejął Fundusz Wczasów Pracowniczych.
W związku z reorganizacją administracji wiejskiej jesienią 1954, Kolumna-Las-Miasto weszła w skład nowej gromady Kolumna Las, do której przyłączono także osadę Przygoń i kolonię Poleszyn-Orpelów (od autostrady do toru kolejowego po drogę do Poleszyna) z dotychczasowej gromady Orpelów ze zniesionej gminy Dobroń (Kolumna wiejska weszła w skład odrębnej gromady Barycz). 1 lutego 1957 do gromady Kolumna Las z gromady Barycz włączono wsie Kolumna i Wierzchy. 31 grudnia 1959 gromadę Kolumna-Las zniesiono w związku z nadaniem jej statusu osiedla, zmieniając równocześnie nazwę jednostki na Kolumna. W związku z tym wsie Kolumna i Wierzchy stały się integralnymi częściami osiedla, a obie Kolumny (wiejska i letniskowa) po raz pierwszy podległy pod wspólną administrację.
1 stycznia 1973, w związku z kolejną reformą administracyjną znoszącą gromady i osiedla, całe osiedle Kolumna włączono do Łasku. Obecnie, często niestarannie, cały obszar letniskowy określa się mianem Kolumna, ponieważ obie Kolumny (wiejska i letniskowa) stanowiły jeden organizm osiedlowy przez 13 lat i zostały równocześnie włączone do Łasku w 1973 roku. Jednak TERYT nadal rozróżnia część wiejską (Kolumna, SIMC 0976310) i część letniskową (Kolumna-Las, SIMC 0976327). Ponadto odrębną część miasta stanowią Wierzchy (SIMC 0976391), które także były częścią osiedla Kolumna w latach 1959–1972.

## Religia i kultura
W Kolumnie-Lesie przy ul. Letniej 5 znajdowała się synagoga. Jej budynek był mocno przebudowany, prawdopodobnie bejt ha-midrasz, spełniający też funkcję domu modlitwy dla Żydów przebywających tu na letnisku. Obok niej znajdował się dom rabina. Nieliczni miejscowi Żydzi należeli zapewne do gminy w Łasku, istniejącej tam co najmniej od 1714 roku.
Obecnie w Kolumnie-Lesie znajduje się kościół katolicki pod wezwaniem Wniebowzięcia Najświętszej Maryi Panny. W 1942 roku Niemcy wybudowali budynek przystosowany na salę zebrań. Po wojnie został przemianowany na kościół, który określa się mianem „Kościół stary”. Obecnie wyburzony, a na jego miejscu znajduje się pas zieleni oraz kostka. 22 czerwca 1981 rozpoczęto budowę „Nowego kościoła”. Projekt świątyni w pierwotnej wersji przygotował zespół architektów w składzie: Mariusz Gaworczyk, Leszek Łukoś, Ludwik Mackiewicz. Realizowany jest projekt zmodyfikowany przez zespół w składzie: Piotr Filipowicz, Janusz Frey, Mirosław Rybak. Po wielu latach budowy, 30 maja 2004 r., arcybiskup łódzki Władysław Ziółek konsekrował „Nowy Kościół”. Parafia liczy 6,5 tys. parafian.
W Kolumnie-Lesie przez wiele lat przebywał i tworzył Rafał Orlewski, autor m.in. „Igliwia” (Łódź 1972), książki, której akcja toczy się w Kolumnie.

## Szlaki turystyczne
- żółty turystyczny Szlak „Młynów nad Grabią” (36 km): Kolumna – Zielęcice – Wola Marzeńska – Brzeski – Siedlce Łaskie
- czerwony pieszy szlak turystyczny prowadzący z Lutomierska poprzez Poleszyn do Talara i dalej – do Pabianic.
- niebieski turystyczny Szlak „Osady Braci Czeskich” (65 km): Widawa (PKS) – Ruda – Chrząstawa – Faustynów – Walewice – Pożdżenice – Zelów – Zelówek – Bocianicha – Grzeszyn – Gucin – Rokitnica – Talar – Barycz – Ostrów – Łask Kolumna[8].

## Sport
Na lata 60. XX wieku przypada główny rozwój sportu zorganizowanego w Kolumnie. W Pogoni – bo taką nazwę nosił klub – istniało kilka sekcji: piłki nożnej, podnoszenia ciężarów, tenisa stołowego, szachów i brydża sportowego. Siedzibą klubu był popularny „MEKSYK” przy ul. Letniej. Pierwsze pełnowymiarowe boisko trawiaste powstało na przełomie lat 1967/68 obok działek pracowniczych przy ul. Przedwiośnie. Działalność klubu ustała po rundzie jesiennej 1975 r. z powodu zabrania przez władze Łasku boiska na działki budowlane.
Jesienią 2000 r. ponownie powołano do życia klub piłkarski „Pogoń Kolumna”, który swymi tradycjami nawiązuje do swojej poprzedniczki. Po awansie do IV ligi łódzkiej w 2007 roku rozwiązano zespoły juniorskie, a klub przeniesiono do Łasku ze względu na brak zainteresowania władz miejskich w rozbudowie stadionu. Obecnie klub gra na stadionie miejskim. W 2009 r. po rundzie jesiennej wycofał z gry w IV-lidze z powodu kłopotów finansowych. Wiosną zajął miejsce rezerw w sieradzkiej klasie okręgowej, gdzie grał jeszcze przez sezon 2010/11 i spadł do A-klasy. Od sezonu 2011/2012 zmienił nazwę na MULKS Łask i swoje mecze rozgrywa na OSiR-ze w Łasku.

## Instytucje
W Kolumnie-Lesie funkcjonuje filia Biblioteki Publicznej im. Jana Łaskiego Młodszego w Łasku, Nadleśnictwo Kolumna oraz filia Łaskiego Domu Kultury. Jest także Zespół Szkół Ogólnokształcących im. Ignacego Jana Paderewskiego, w tym: Szkoła Podstawowa nr 4 oraz Liceum Ogólnokształcące.